# ぴあ (雑誌)
『ぴあ』は、ぴあが1972年から2011年にかけて主に首都圏で発行した総合エンタテイメント情報誌。日本で初めて「情報誌」というジャンルを開拓し、最盛期の1980年代には発行部数50万部を数え、1970-80年代における東京の若者文化形成に多大な影響を与えた。
姉妹誌として『ぴあ関西版』や『ぴあ中部版』もあったが、ここでは首都圏版について述べる。

## 体裁
雑誌タイトルや発行間隔などの変遷は次の通り。
| 期間               | 雑誌タイトル  | 発行間隔 | 発売日 | 判型     |
| ------------------ | ------------- | -------- | ------ | -------- |
| 1972年8月号 -      | ぴあ          | 月刊     | 25日   | B5       |
| 1979年10月12日号 - | ぴあ          | 隔週刊   | 金曜日 | B5       |
| 1989年11月9日号 -  | ぴあ          | 隔週刊   | 木曜日 | B5       |
| 1990年11月15日号 - | Weeklyぴあ    | 週刊     | 木曜日 | B5       |
| 1992年10月29日号 - | Weeklyぴあ    | 週刊     | 火曜日 | B5       |
| 1997年3月24日号 -  | Weeklyぴあ    | 週刊     | 月曜日 | B5       |
| 2004年11月18日号 - | Weeklyぴあ    | 週刊     | 木曜日 | A4変型版 |
| 2008年11月20日号 - | ススめる!ぴあ | 隔週刊   | 木曜日 | A4変型版 |

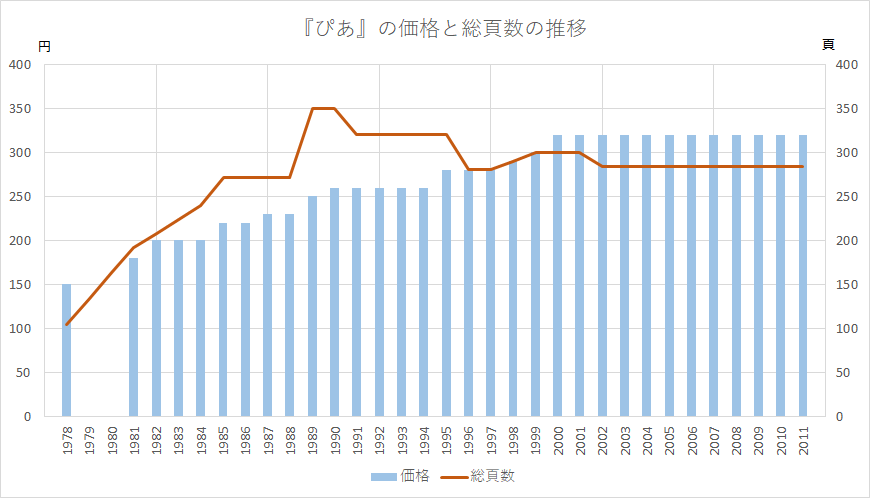
価格と総頁数の推移

1988年時点で、総頁数は270頁程度、価格は230円。
表紙イラストは1975年9月号から2011年の休刊まで一貫して及川正通が描いた。記事内容は、映画、演劇、音楽、美術、スポーツ、イベント、講座、新刊などとセクションを分けて各々の頁端にツメを付け、監督名・公演日・会場などを元に目的の情報を引けるという形になっていた。
書店、駅売店、プレイガイド、生協、コンビニなどで販売された。1988年時点で、購読層は男性50.5%、高校生17.1%、大学生23.0%、会社員41.0%。

## 特徴

1985年頃の誌面の一部をおおまかに再現したもの

『ぴあ』の創刊当初からの編集方針で画期的だったのは、主観性・批評性を排して、「いつ」「どこで」「誰が」「何を」「いくらで」といった客観的な一次情報（いわゆる 5W1H）の掲載に特化し、それもメジャー/マイナー関係なく作品を平等に並べたところだった。すなわち雑誌側は論評や評価を示さず、読者の責任で情報を取捨選択してもらい、作品の良し悪しも各々の読者が自らの感性に従って決めればよいというものである。こうしたポリシーが生まれた背景には、大学紛争を契機に評論家などの権威性が若者から否定され、またシンガーソングライターという新しい音楽スタイルが生まれたようにプロとアマの境界が曖昧になっていった1970年代初頭の社会情勢があった。若者らは、大人のお仕着せでない自らの同世代発のカルチャーを求め、そうした時代の潮流にマッチしていた『ぴあ』は若い世代に広く受け入れられた。
ハリウッド大作も学生の自主製作映画も同じ分量で示す平等な扱いは、相対的には無名作品の優遇であり、マイナー文化やカウンターカルチャーの尊重という考えにつながった。またこのような「文化カタログ」という方法論によるきめ細かい情報の提供が、ひいては解説や批評の解像度を高め、いわゆるカルチャーブームを下支えする役割も果たした。
読者を巻き込んだ企画として、ページ左右の余白に1行分の短文を投稿する「はみだしYOUとPIA」（1975年 - 2002年）や、新作・旧作映画の人気投票「ぴあテン&もあテン」（1974年 -）といったものもあり、そうしたサブカルチャー的要素も若い読者に好評だった。

### 論評
『ぴあ』創刊の頃は反商業主義的な風潮が強く、無料の情報を集めて金儲けするのは不純である、金さえ出せば安直に情報を得られる風潮はいかがなものか、といった批判があった。評論家の坪内祐三は、『ぴあ』の創刊の経緯に草の根民主主義を感じ取った。
情報を等価に提示するという『ぴあ』の編集方針は、価値判断の放棄は「文化」ではないという批判を受けた。また断片的なカタログ人間を育てたという批判も受けたが、これに対して1982年に『ぴあ』編集長の林和男は「与えられた無数の情報の中から自分の必要なものを選択することは、認識と主体性がなくてはできません」「統一した思想や哲学がないと言われますが、これはこれで、ひとつの立派な思想、哲学じゃないですか」と反論した。
1986年に出版事業本部長となっていた林はこう述べている。
数頁もめくれば大型映画館の話題作からミニシアター系のアートフィルムまで、東京で公開されている映画全てを一目で俯瞰できるという『ぴあ』の構成は、ふとしたきっかけで未知のマイナー作品や別ジャンルの作品に出会う「寄り道」の機会を読者にもたらしていた。逆に映画の自主上映会や小劇団の立場から見ると、従来ならチラシを配り身近な生活圏でアピールするのがせいぜいだったが、『ぴあ』が無料で情報を掲載してくれるようになり、潜在的な観客層を一気に首都圏全体へ広げられるようになった。一方で劇作家の唐十郎は、『ぴあ』を片手に生半可な評判を聞きつけ劇場から劇場へ大挙して渡り歩く浮気な客を量産したと『ぴあ』を批判した。つまりそうした浮動票的な観客の思い入れの無さが、舞台と客席の一体感を損ねるようになったというのである。
大作映画もマイナー作品も等価に扱う編集方針から、『ぴあ』は「文化の時刻表」とも呼ばれ、後年には「紙のインターネット」とも称された。

### 表紙
1975年から休刊までの36年間、表紙の似顔絵イラストは一度も欠かすことなく及川正通が描き、その個性的な画風は『ぴあ』のイメージの象徴として書店やコンビニで目を引くものとなった。及川はその時々の旬の人物として映画俳優、ミュージシャン、アイドル、スポーツ選手などを取り上げ、その人の雰囲気や特徴を及川ならではの遊び心で咀嚼し、ポップで巧妙にデフォルメした似顔絵を描き続けた。その総数は1,300点にのぼる。
画材は、線は1980年頃まではGペンを、それ以降はロットリングを用いた。着色は墨のベタ塗ならば筆ペンを、それ以外はマスキングした上でエアブラシを用い、リキテックスとカラーインクを併用した。2000年5月1/8日号（ジム・キャリー）からはコンピュータを使った制作に移行し、墨の原画をスキャンしてコンピュータ上で着色した。及川としてはイメージ通りに完成させることが大事で、修正や試行錯誤の容易さからコンピュータへの移行に抵抗は無かったという。
毎回の表紙制作に関して、編集部は及川にいくつかテーマの候補を提示した後は、及川の制作に一切干渉しなかった。これは及川本人のインスピレーションでテーマを最終決定し、時代の流れや空気を感じながら描きたいと、最初に仕事を引き受けた時に及川が注文をつけたことによる。
1975年に及川へ表紙の依頼を持ちかけたのは、ぴあ創業者の矢内廣である。1972年11月号から表紙イラストは湯浅一夫が描いていたが、情報の羅列で無味乾燥なイメージを持たれがちな『ぴあ』を補うものとして、エンタテイメントの世界が持つ豊かさ・深さ・空間性を表現した表紙が欲しいと矢内は考えていた。そして『月刊プレイボーイ』創刊号にあった及川のイラストを目にし、これこそ求めていたものと感じて及川の中央林間の自宅を訪ねた。当時の及川は寺山修司の劇団「天井桟敷」の公演ポスターや舞台美術を手掛けたり、『平凡パンチ』に風刺劇画を連載するなど前衛イラストレーターとして知られ、『明星』『GORO』などではタレントの似顔絵も描いていた。二人は初対面ですっかり意気投合して夜通し朝まで語り合い、及川は表紙制作を承諾した。ところが直後に及川の元アシスタントを通じて『シティロード』の表紙制作の依頼が入り、競合誌と知らず矢内に『ぴあ』をキャンセルすると伝えたところ「先に話を持って行ったのは『ぴあ』の方でしょう」と追及されてしまい、進退に窮した及川は結局どちらの仕事も断った。当時の及川は「OH! MAN GO!」というバンド活動に熱中しており、8月10日に福島県郡山市のロックフェス「空飛ぶカーニバル!!!」に出演した。そして演奏中、ふと客席を見ると目の前に矢内がいることに気付き、はるばる演奏を聴きに来てくれた矢内の熱意に感激した。ステージが終わると、及川は改めて矢内に表紙を引き受けると伝え、締切に間に合うよう一晩で一気に描き上げたのが8月25日に発売した号の『フレンチ・コネクション2』である。以来、表紙の連載は途切れることなく続き、2007年には「同一雑誌の表紙イラストレーション制作者の世界一長いキャリア（31年11ヵ月）」としてギネス世界記録に認定された。及川はこれほど長く『ぴあ』の仕事を続けられた理由として、及川の制作に逐一注文を付けないという当初の約束を編集部が守り続けてくれたことを挙げた。

## 沿革

### 背景
1960年代に熱い盛り上がりを見せた学生運動も、1970年に日米安保条約が自動延長されると急速に勢いを失い、その終焉は1972年のあさま山荘事件で決定的になった。そして経済的な成熟期に入った1970年代の若者たちは、政治性を脱臭した新しい映画、音楽、演劇などを自らの手で生み出し始め、そうした既存の文化的ヒエラルキーからはみ出た玉石混交のサブカルチャーを共有する場としてミニシアター、ライブハウス、小劇場が雨後の筍のように東京に現われるようになった。
福島県から上京し中央大学法学部に通っていた矢内廣は3年生の時（1971年）からTBS報道局でアルバイトを始めた。そして泊り勤務の時に様々な大学のバイト仲間と雑談しながら、このまま就職してレールに乗せられるのも癪だし自分たちで起業しようか、カレー屋にするか古本屋がいいかなどと話し合っていた。もっとも、当時は学生による起業はまだ珍しく、まして成功例は稀だった。

### 創刊
当時の東京には、映画の旧作を安く上映する名画座や、新作を封切り館に遅れて2・3本立てで安く上映する二番館・三番館が各所にあり、子供の頃から映画好きで大学でも映画研究会に所属していた矢内は足繁くそれらに通っていた。しかし『キネマ旬報』や新聞の三行広告から上映情報を逐一拾い出すのは一苦労で全てを網羅しきれるものではなく、慣れない東京の街中で目当ての映画館への道のりを見つけるのも難儀だった。やがて矢内は、映画はもちろん演劇・音楽の公演情報も集めた、東京の全てのカルチャー情報を載せた雑誌があれば自分にとって大層便利だろうと思い立ち、サンプルを作って仲間に見せたところ、「これなら欲しい」「有料でも買う」と好評だった。大人が気付いていない若者のニーズを発見したことで、矢内は「これはビジネスになる」と直感した。
矢内はTBSのバイト仲間の大学生で映画・演劇・音楽好きの7人を中野区内の6畳の下宿に集め、そこを編集室として雑誌の制作にとりかかった。そして情報収集や編集を一から学びつつ、半年以上の準備期間を経て、矢内が4年生の時の1972年7月に創刊号の発行へこぎつけた。雑誌タイトルには“ぴあ”という意味の無い造語を付けたが、そこには「既存の言葉に雑誌のイメージを縛られたくない」、世間から受け入れられた上で読者に意味やイメージを想起してほしいという思いがあった。表紙は高比良芳実によるベルボトム・ジーンズや長髪の若者たちを描いた素朴なイラスト、総頁数は26頁で、価格は100円と当時としては高いほうだった。
かくして創刊号を1万部印刷したが、問題はどうやって書店に置いてもらうかだった。取次店からは案の定、軒並み相手にされなかったため、矢内は書店をあちこち回り、当時ブームだったミニコミ誌と同じように直売で置いて欲しいとかけあった。しかし「情報誌」という言葉すらない時代、書店側もこんな得体の知れない雑誌に手間も場所も取りたくないと、やはり相手にされなかった。途方に暮れた矢内は、たまたま紀伊國屋書店創業者の田辺茂一が「取次に比べて書店のマージンが安すぎて日本の活字文化が衰える」と書いている記事を『日本読書新聞』で見つけ、自分の窮状を分かってもらえそうだと田辺に電話をかけ自宅まで行って話したところ、田辺から日本キリスト教書出版販売専務の中村義治を紹介された。中村は矢内から話を聞き、プロですら難儀する雑誌制作の世界に素人の学生が乗り出すなど無謀なことと最初は一蹴したが、矢内の熱心なアピールに最後はほだされ、100軒超の書店の社長それぞれに宛てた直筆署名入りの紹介状を矢内に持たせた。中村の紹介状の効果は絶大で、89軒で『ぴあ』創刊号を店頭に置いてもらうことができた。こうした経緯について矢内は後年「『ぴあ』は偶然が重なって世に出られた」と回想し、面識の無い学生のために骨を折ってくれた田辺と中村への恩義を忘れることはなかった。
創刊号は2,000部を書店に納め、そのうち1,800部が売れた。第2号は1,400部、第3号は2,100部が売れ、それからは4年後に取次を通すようになるまで実売部数が前号を下回ることは無かった。TBSのバイトで伝手ができた林美雄に深夜ラジオ番組『パックインミュージック』で「映画ファン待望の情報雑誌が出た」と紹介してもらえるなど、『ぴあ』は口コミで人気を広げていった。
創刊の頃の状況について及川は次のように述べている。
当時『ぴあ』と競合する情報誌として『シティロード』（エコー企画）と『観覧車』があったが、特に『シティロード』は『ぴあ』と同時期の創刊ながら批評を交えて作品をお勧めするというオーソドックスな編集方針を取り、批評性を排した『ぴあ』のライバルとして並び称され、読者の棲み分けがなされていた。
ぴあは1974年に株式会社化した。1976年には取次も『ぴあ』の販売実績を認めて扱いを始めるようになり、それを契機に配本される書店は1,600店から5,000店に激増した。
1970年代後半には『ぴあ』は東京の学生の必需品といえる存在となっていた。特に映画ファンにとって、最新号を名画座の窓口で見せると割引が受けられることから『ぴあ』は必携の雑誌だった。ぴあ社は、在野の映画人材を発掘するため自主映画の公募・上映企画（後のぴあフィルムフェスティバル）を立ち上げたり、読者による人気投票「ぴあテン&もあテン」で『2001年宇宙の旅』が1位になったことが結果的にその10年ぶりのリバイバル上映（1978年）につながるなど、興行界に一定の影響力を持つようになっていた。

### 隔週刊化
『ぴあ』に掲載する情報は増える一方だったが、製本コストを抑えるにはページ数を増やすわけにいかず、そのたび活字を小さくしていったが遂に限界に達し、情報の量とスピードに応えるためにも、月刊誌『ぴあ』は1979年に隔週刊化した。部数減を覚悟していたものの、逆に部数は伸びた。
この頃から学生の間で急速に『ぴあ』が広まり始め、多くの若者がいつも持ち歩くようになった。また「花金」という言葉が生まれたように、街での消費活動へ社会の関心が高まり、週末の娯楽の情報源として『ぴあ』の存在感は増していった。
1970年代末にビデオテックスが実用化されると、矢内は情報流通の主戦場がいずれ紙からコンピュータ・ネットワークに取って代わられかねないと危機感を持ち、郵政省や電電公社によるキャプテンシステムへの実験参画（1979年12月）、DTPへの移行（1980年12月）など積極的に対応を進めていった。また矢内は、公演情報に興味を持ってもチケットを買いに行くのが面倒・買い方が分からないという人が意外と多く、興行界がかなり商機を逃していることに以前から気付いていた。ぴあ社が蓄積したニューメディアのノウハウと集まってくる公演情報を結び付け、チケットを簡便・迅速に発行するシステムを矢内は構想した。かくして1984年4月に「チケットぴあ」が本格的にローンチした。プレイガイドに行きづらい会社員でも本誌を見ながら電話でチケットを予約できるようにしたこのシステムは開始から一年で本誌の売り上げを凌ぐほど急成長し、ぴあ社にとって「第二の創業」といえるほどの成功となった。チケットを短時間で大量発行できるようになったことで、大量動員する大規模音楽イベントやロングラン公演などが増加し、そうやってマスが増えたチケットを買うために本誌を買うという相乗効果も生まれ『ぴあ』はさらに部数を伸ばした。加えて興行関係の情報が一気に集まるようになり、『シティロード』や『angle』（主婦と生活社）など競合誌との差を圧倒的なものにした。
今や『ぴあ』は情報化社会の先端を走るメディアとして若者文化の「ライフライン」となり、大学生協にうず高く平積みされ、1988年10月14日に発売された「秋の学園祭超特大号」は最高実売部数53万部を記録した。若者による『ぴあ』の幅広い受容から、この頃には「ぴあの時代」「ぴあ文化」という言葉すら生まれた。

### Weeklyぴあ
1990年にはタイトルを『Weeklyぴあ』と変え週刊化した。これは掲載情報が増えすぎて重量過多ぎみになり、また「チケットぴあ」を使う上で前売り情報を早く知りたいという声を受けたもので、バブル期の広告量増加に対応するためでもあった。

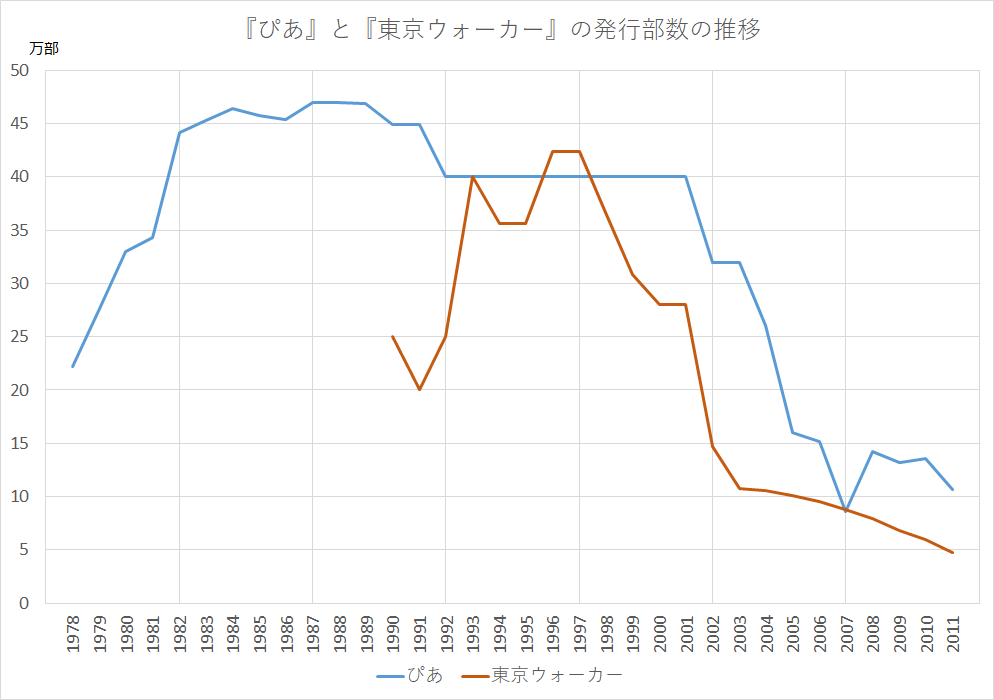
『ぴあ』と『東京ウォーカー』の部数の推移

1990年代には競合誌として、角川書店の『東京ウォーカー』（1990年3月創刊）が突如として台頭した。「20歳±5歳」を読者対象として「若者が／東京で／日常的に／安くできること情報」に絞り込んだ同誌の編集方針は大いに的中し、急速に伸ばした部数は1992年頃には『ぴあ』と肩を並べる程になった。“老舗『ぴあ』 vs. 新興『東京ウォーカー』”という両誌のライバル関係が注目を集めることもあったが、『ぴあ』は敢えて編集方針を変えなかったことで読者の棲み分けにつながり、『ぴあ』の部数が落ちることは特になかった。1992年に『ぴあ』は発売日を木曜から火曜に前倒しした。これは週末の予定を立てやすいよう発売日を早めて欲しいという市場調査の結果もあるが、情報の鮮度で火曜発売の『東京ウォーカー』に後れをとれないという事情もあった。
1990年代後半には、他にも『TOKYO★1週間』（講談社）など都市型情報誌の創刊が相次いだ。『ぴあ』は1990年代半ばまでは巻頭特集に様々なレジャー系のテーマを取り入れたりしたが、どれも売れ行きにあまり影響が無かったことから、1998年頃からタレントや大物アーティストを巻頭特集に据えることが常態化した。部数を維持するための方策とはいえ、他紙との差別化を弱めることにもなった。
2000年代になってインターネットの普及が進み、『ぴあ』の全体的な退潮が始まった。2002年1月にぴあ社が上場すると、市場の期待に応え株価を維持するためにも時代の趨勢に合わせネットでの情報配信を強化することになり、Web サイト『@ぴあ』の拡充が図られ、それまで1週間遅れで本誌の情報をサイトに上げていたものが、2003-2004年頃には本誌と同時に上げるようになった。実際、本誌を要らなくするつもりで『@ぴあ』を作るよう当時の役員から現場に発破が掛けられていた。また従来の「チケットぴあ」は本誌を見て電話で注文するというアナログ式が基本だったが、2003年頃からはネットで検索しそのままクレジットカードで決済する方式への転換を推進した。もはや事実上の本業になっていたチケット販売をネットで完結させる体制が整ったことにより、ぴあ社にとって紙媒体の『ぴあ』の存在意義は薄れていった。

### ススめる!ぴあ
部数が10万部まで落ち込んだ2008年に、従来の網羅的な情報は『@ぴあ』に移行した。そして随時の情報更新はそちらに任せることとして本誌は隔週刊に戻し、タイトルを『ススめる!ぴあ』として編集部や有名人によるコメントや批評を加えたリコメンド本に転換した。これは、価値判断せず情報を平等に網羅するという創刊以来の方針の放棄であり、結果的に最後の大きなテコ入れとなったが、部数の維持にはつながらなかった。ネットの普及により若い読者は増えず、古くからの読者がエンタメ消費から「卒業」する分だけ部数は減っていった。

### 休刊
『ぴあ』の休刊については、2005年頃より検討が始まり、2010年の時点で社内のトップはある程度の意思決定をしていた。ぴあ社の売り上げの9割は既にチケット販売が占めており、経営的に休刊の影響は小さく、創業メンバーをはじめ上層部は「本来ネットでやることを雑誌でやっていただけ」と淡々と休刊を受け止めていた。とはいえ『ぴあ』はぴあ社のブランドイメージの象徴であり、たとえ1万部だろうと発行を続けるべきという声も社内にはあった。
2011年4月22日、ぴあ社は『ぴあ』を7月で休刊にすると発表した。長引く出版不況で雑誌の休廃刊は一々話題に上らなくなっていたが、さすがに『ぴあ』の休刊はメディア環境の変化を象徴するマイルストーンとして新聞やテレビで大きく報じられ、往年の読者からは惜しむ声が多かった。休刊の要因として多く指摘されたのは、やはり情報収集の主要メディアが紙からネットに移ったことであり、スマホ片手に無料でネットの情報を検索できる時代、有料の紙の情報誌が売れなくなるのは仕方ないというものだった。劇作家の鴻上尚史は、大型シネコンに客が集まる一方でミニシアター系の映画館が苦戦しているという社会的な娯楽志向の変化を『ぴあ』の衰退と関連付けた。『ぴあ』創刊の理由の一つだった名画座や自主上映会も無くなって久しかった。
部数は6万部まで落ち込み、創刊から39年となる2011年7月21日発売の第1341号を以って『ぴあ』は休刊した。
2011年11月3日には幕張メッセで休刊記念ライブが行なわれ、『ぴあ』にゆかりのあるアーティストとしてASIAN KUNG-FU GENERATION、ゆず、DREAMS COME TRUEなどが出演した。DREAMS COME TRUEがこの種のライブに出演することは通常ないが、「ぴあのお陰で今の自分達がある」とオファーを快諾したという。